# 1904 a jogalkotásban
1904-ben az alábbi jogszabályokat alkották meg:

## Magyarország

### Törvények
- 1904. évi I. törvénycikk Az állami alkalmazottaknak engedélyezendő pótlékokról
- 1904. évi II. törvénycikk Az 1889. évi VI. törvénycikk 14., valamint az 1890. évi V. törvénycikk 3. szakasza rendelkezésének, illetőleg a közös hadsereg és hadi tengerészet, valamint a honvédség számára megállapitott ujonczjutalék mennyiségének az 1903. év végéig való fentartása tárgyában
- 1904. évi III. törvénycikk Az 1903. évi ujonczok megajánlásáról
- 1904. évi IV. törvénycikk Az 1904. év első hat hónapjában viselendő közterhekről és fedezendő állami kiadásokról
- 1904. évi V. törvénycikk  Az 1903. évi állami költségvetésről
- 1904. évi VI. törvénycikk A Magyarország és Horvát-Szlavon-Dalmátországok között létrejött pénzügyi egyezmény beczikkelyezéséről szóló 1889. évi XL. törvénycikk hatályának ujabbi meghosszabbitásáról
- 1904. évi VII. törvénycikk A szolgálati biztositékok megszüntetéséről
- 1904. évi VIII. törvénycikk Az 1889. évi VI. törvénycikk 14., valamint az 1890. évi V. törvénycikk 3. szakasza rendelkezésének, illetőleg a közös hadsereg és hadi tengerészet, valamint a honvédség számára megállapitott ujonczjutalék mennyiségének az 1904. év végéig való fentartása tárgyában
- 1904. évi IX. törvénycikk Az 1904. évben kiállitandó ujonczok megajánlásáról
- 1904. évi X. törvénycikk A vármegyei alkalmazottak (tiszti-, segéd- kezelő- és szolgaszemélyzet) illetményeinek szabályozásáról
- 1904. évi XI. törvénycikk A községi és körjegyzők, valamint a segédjegyzők illetményeinek szabályozásáról
- 1904. évi XII. törvénycikk  Az 1884:IV. tc. által Szeged sz. kir. városban felállitott középitészeti tanács hatáskörének ujabb meghosszabbitásáról
- 1904. évi XIII. törvénycikk Gróf Wimpffen Siegfriednek, gróf Wimpffen Simonnak és báró Trauttenberg Frigyesnek az örökös főrendiházi tagság jogával való felruházásáról
- 1904. évi XIV. törvénycikk A magyar királyi államvasutak hálózatának kibővitéséről, vasuti és más beruházásokról, valamint a szükséges költségek engedélyezéséről
- 1904. évi XV. törvénycikk  Az 1904. év első hat hónapjában viselendő közterhekről és fedezendő állami kiadásokról szóló 1904. évi IV. tc. hatályának az 1904. évi augusztus hó végéig való kiterjesztéséről
- 1904. évi XVI. törvénycikk A békés-csaba-békés-vésztői helyi érdekü vasut engedélyezése tárgyában
- 1904. évi XVII. törvénycikk A balatonszentgyörgy-keszthelyi helyi érdekü vasut keszthely-tapolczai folytatólagos vonalának engedélyezéséről
- 1904. évi XVIII. törvénycikk A m. kir. államvasutak alkalmazottai illetményeinek szabályozására szükséges költségek fedezéséről
- 1904. évi XIX. törvénycikk Sándor község közigazgatási és országgyülési képviselő-választókerületi átkebelezéséről
- 1904. évi XX. törvénycikk A cs. és kir. közös hadsereg katonai nevelő- és képző-intézeteinél magyar honos ifjak részére létesitett 250 állami alapitványi helyről szóló 1897. évi XXII. törvénycikk módositásáról
- 1904. évi XXI. törvénycikk Az 1904. évi állami költségvetésről
- 1904. évi XXII. törvénycikk A szab. osztrák-magyar államvasut-társaságtól felvett 10. 000,000 K előleg törlesztetlen részének visszafizetéséről
- 1904. évi XXIII. törvénycikk A mérsékelt áru marhasóról szóló 1897:I. tc. módositásáról
- 1904. évi XXIV. törvénycikk Az "Ő Felsége a Király védnöksége alatt álló szegénysorsu tüdőbetegek sanatorium-egyesülete Budapesten" czimű egyesület által felveendő nyereménykölcsön engedélyezéséről
- 1904. évi XXV. törvénycikk A kőrös-belovári és belovár-verőczei helyi érdekü vasutak engedélyokiratainak egyesitése tárgyában
- 1904. évi XXVI. törvénycikk A zsebely-csákovári és a csákovár-bókai helyi érdekü vasutvonalakra biztositott szállitási adómentességek lejárati időinek egységes megállapitása tárgyában
- 1904. évi XXVII. törvénycikk A zólyombrezó-breznóbánya-tiszolczi helyi érdekü vasut egynémely engedélyezési feltételének a breznóbánya-vereskői szárnyvasut kiépitése alkalmából leendő módositása tárgyában
- 1904. évi XXVIII. törvénycikk  A budapesti helyi érdekü vasutak budapest-czinkota-kerepesi vonalát és a magyar királyi államvasutak budapest-kőbányai vonalát összekötő helyi érdekü vasut engedélyezése tárgyában
- 1904. évi XXIX. törvénycikk A pozsony-dunaszerdahelyi és a komárom-dunaszerdahelyi gőzmozdonyu helyi érdekü vasutak épitésére és üzletére kiadott engedélyokiratok egyesitése tárgyában
- 1904. évi XXX. törvénycikk A kaposvár-barcsi helyi érdekü vasut engedélyezése tárgyában
- 1904. évi XXXI. törvénycikk A kecskemét-lajosmizsei helyi érdekü gőzüzemü vasut engedélyezéséről
- 1904. évi XXXII. törvénycikk A halas-bácsalmás-rigyiczai helyi érdekü vasut engedélyezése tárgyában
- 1904. évi XXXIII. törvénycikk Ő császári és apostoli királyi Felsége a magyar király legmagasabb udvartartása költségeiről
- 1904. évi XXXIV. törvénycikk Az 1885:VI. tc. 13. § 2. pontja rendelkezésének Budapest székes főváros törlesztéses kölcsönkötvényeire kiterjesztéséről
- 1904. évi XXXV. törvénycikk A budapesti nemzeti szinháznál az 1901. évben foganatositott átalakitások és javitások költségeiről
- 1904. évi XXXVI. törvénycikk Az állami anyakönyvekről szóló 1894:XXXIII. tc. módositásáról
- 1904. évi XXXVII. törvénycikk Győrsziget és Révfalupataház községek közigazgatási és országgyülési képviselőválasztó-kerületi átkebelezéséről s a győrszigeti választókerület székhelyének és nevének megváltoztatásáról
- 1904. évi XXXVIII. törvénycikk  Az Olaszországgal való kereskedelmi és forgalmi viszonyainknak ideiglenes rendezése tárgyában
- 1904. évi XXXIX. törvénycikk A Rába szabályozó társulat vizrendészeti munkálatainak befejezéséről és pénzügyi viszonyainak rendezéséről